# Amandinea cacuminum
Amandinea cacuminum är en lavart som först beskrevs av Theodor 'Thore' Magnus Fries, och fick sitt nu gällande namn av Helmut Mayrhofer och John Wilson Sheard. Amandinea cacuminum ingår i släktet Amandinea, och familjen Physciaceae. Arten är reproducerande i Sverige.